# 張倫 (成化戊戌進士)
張倫（1441年—1500年），字天敘，河南開封府許州郾城縣人，陝西平涼衛軍籍，治《書經》。明朝政治人物。

## 生平
七月十三日生，行二，由國子生中式成化丁酉陝西鄉試第三十四名舉人，會試中式第四十二名。年三十八歲中式成化十四年戊戌科第三甲第五十四名進士。

## 家族
曾祖張成；祖張貴；父張敬；母范氏；繼母金氏。嚴侍下，妻張氏，繼妻賀氏；兄傑，弟佐；佑。